# Movimento MOVER

Logo di Alianza País fino al 2018

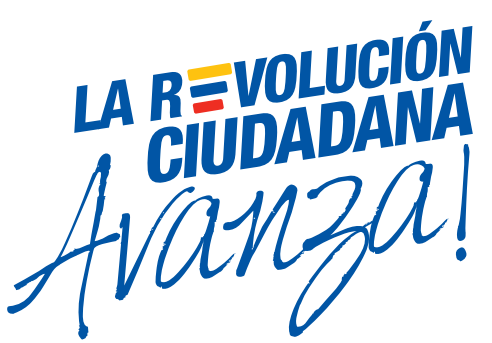
Logo propagandistico

Movimento MOVER (Movimiento Verde Ético Revolucionario y Democrático), noto in precedenza come Alianza País (Movimiento Alianza PAIS - Patria Altiva i Soberana), è un partito politico ecuadoriano di orientamento socialdemocratico fondato nel 2006 da Rafael Correa su posizioni social-democratiche.
È stato lanciato come piattaforma politica a sostegno del progetto di Rivoluzione Cittadina (Revolución Ciudadana) promosso da Correa, che ne è stato presidente fino al 2017: a lui è succeduto Lenín Moreno, che ha spostato il partito su posizioni di centro giudicate vicine alla terza via, rompendo con Correa. L'impopolarità delle riforme portate avanti da Moreno ha fatto sì che País perdesse tutti i suoi seggi alle elezioni generali del 2021.
A seguito della sconfitta del 2021, Moreno è stato espulso dal partito, che ha successivamente preso il nome di Movimiento MOVER, ufficialmente Movimiento Verde Ético Revolucionario y Democrático.

## Risultati elettorali
| Elezione          | Seggi     |
| ----------------- | --------- |
| Costituente 2007  | 80 / 130  |
| Parlamentari 2009 | 59 / 124  |
| Parlamentari 2013 | 100 / 137 |
| Parlamentari 2017 | 74 / 137  |
| Parlamentari 2021 | 0 / 137   |
| Parlamentari 2023 | 0 / 137   |

| Elezione           | Elezione           | Candidato     | Voti      | %     | Esito      |
| ------------------ | ------------------ | ------------- | --------- | ----- | ---------- |
| Presidenziali 2006 | I turno            | Rafael Correa | 1.246.333 | 22,84 | Eletto     |
| Presidenziali 2006 | II turno           | Rafael Correa | 3.517.635 | 56,67 | Eletto     |
| Presidenziali 2009 | Presidenziali 2009 | Rafael Correa | 3.586.439 | 52,00 | Eletto     |
| Presidenziali 2013 | Presidenziali 2013 | Rafael Correa | 4.918.482 | 57,17 | Eletto     |
| Presidenziali 2017 | I turno            | Lenín Moreno  | 3.716.343 | 39,36 | Eletto     |
| Presidenziali 2017 | II turno           | Lenín Moreno  | 5.060.424 | 51,15 | Eletto     |
| Presidenziali 2021 | Presidenziali 2021 | Ximena Peña   | 142.909   | 1,54  | Non eletto |
| Presidenziali 2023 | I turno            | Daniel Noboa  | 2.204.185 | 23,66 | Eletto     |
| Presidenziali 2023 | II turno           | Daniel Noboa  | 5.251.695 | 51,83 | Eletto     |